# Google Docs, Sheets, Slides et Forms
 (septembre 2021).
La suite bureautique de Google, disponible via Google Drive, inclut :
- Docs, un logiciel de traitement de texte,
- Sheets, un tableur,
- Slides, un logiciel de présentation,
- Forms, un programme de questionnaires,
- Drawings, un logiciel de création de schémas vectoriels.

Cette suite permet de créer et de modifier des documents en ligne et de travailler en équipe, en temps réel.
Les applications sont disponibles aussi bien en tant qu'applications Web, qu'applications Chrome fonctionnant hors ligne et qu'applications mobiles pour Android et iOS. Elles sont compatibles avec les formats de fichier de Microsoft Office.
La suite est étroitement intégrée à Google Drive. Tous les fichiers créés avec ces applications sont enregistrés par défaut dans Google Drive.

## Description
Le 11 octobre 2006, Google ouvre le site Google Docs & Spreadsheets qui regroupe les accès à l'ancien Writely et Google Spreadsheets.
Quatre mois plus tard, le site est traduit en plusieurs langues, dont le français sous le nom Google Document et Tableur dans un premier temps, puis Google Documents ensuite (Google Docs en anglais).
Début 2012, Google Drive est lancé et permet par le moyen d'une application sur Android, iOS, PC ou Mac de synchroniser tous ses fichiers. Dès l'activation par l'utilisateur, ce service remplace Google Docs.
- Documents : anciennement Writely, est un traitement de textes en ligne initialement développé par la société Upstartle. Devenu Docs après le rachat de Google, les inscriptions ont été fermées le temps d'intégrer le logiciel à Spreadsheets. Ce traitement de texte fonctionne, comme le tableur de la suite, à travers un navigateur web.

- Spreadsheets : Ce tableur en ligne développé par Google permet à des utilisateurs de créer, modifier et manipuler des feuilles de calcul grâce à une interface WYSIWYG, comme un tableur logiciel classique mais dans un simple navigateur web. Google a sorti le 6 juin 2006 Google Spreadsheets, disponible auparavant seulement en test et à un nombre limité d'utilisateurs inscrits. Une nouvelle fonctionnalité est aussi disponible, on peut créer des formulaires et voir les résultats sur les feuilles de calcul.

- Présentations : Ce module permet de créer des diaporamas et de les exporter vers le format *.ppt ou *.pdf. Il est aussi possible d'importer des présentations au format .ppt et de les modifier en ligne.

## Fonctionnement et possibilités
Document et Tableur est développé à base d'AJAX[pas clair]. Il est présenté comme une application de type Web 2.0.
Les menus, raccourcis claviers et boîtes de dialogues se présentent de façon similaire aux logiciels bureautiques tels que la suite Microsoft Office ou OpenOffice.org. Tous les principaux navigateurs supportent entièrement les fonctionnalités de Google Document et Tableur. Google promeut activement le Cloud computing. À cet effet, l'entreprise a apporté un certain nombre d'améliorations à ses services Docs, avec notamment la mise à disposition d'une API de connexion et d'accès aux documents.
Parmi les possibilités offertes par Google Documents :
- Sauvegarde automatique des documents en cours d'édition ;
- Travail collaboratif en temps réel (plusieurs personnes peuvent travailler en même temps sur un même document, en voyant toutes les modifications en temps réel) ;
- Possibilité d'import de fichiers Microsoft Word et Excel, OpenOffice.org Writer et Calc, et de fichiers formatés de type CSV ;
- Possibilité d'exportation dans les mêmes formats (sauf, dans le cas des tableaux, les formules[3]) ainsi qu'en HTML, PostScript et RTF, qui peuvent être édités par n'importe quel autre logiciel compatible ;
- Possibilité de publier le document sur le net ;
- Langage de script, Google Apps Script, afin d'écrire du code dans les documents à l'instar de VBA.

## Limites de fichier
Depuis le 13 janvier 2010, les documents et les images imbriquées ne doivent respectivement pas dépasser 1 Go et 2 Mo. Les fichiers téléchargés qui n'ont pas été convertis au format Google Docs peuvent atteindre 10 Go maximum.
D'autres limites sont également appliquées à certains types de fichier, comme indiqué ci-dessous :
Documents1 024 000 caractères maximum, quel que soit le nombre de pages ou la taille de police. La taille des documents téléchargés non convertis au format Google Docs ne doit pas dépasser 10 Mo.
Feuilles de calculToutes les limites applicables aux feuilles de calcul ont été supprimées dans la dernière version de Google Sheets. Dans l'ancienne version, chaque feuille de calcul était limitée à 256 colonnes et chaque classeur à 200 feuilles de calcul, avec un total de 400 000 cellules. Les feuilles de calcul téléchargées qui n'ont pas été converties au format Google Sheets ne doivent pas dépasser 20 Mo et sont limitées à 400 000 cellules et 256 colonnes par feuille.
PrésentationsLes présentations créées dans Google Slides sont limitées à 50 Mo, soit environ 200 diapositives. La taille des présentations téléchargées non converties au format Google Slides ne doit pas dépasser 50 Mo.

## Formats de fichier pris en charge
Les formats de fichier suivants peuvent être affichés et convertis aux formats Docs, Sheets ou Slides :
- Documents : .doc (versions supérieures à Microsoft Office 95), .docx, .docm .dot, .dotx, .dotm, .html, plain text (.txt), .rtf, .odt
- Feuilles de calcul : .xls (versions supérieures à Microsoft Office 95), .xlsx, .xlsm, .xlt, .xltx, .xltm .ods, .csv, .tsv, .txt,
- Présentations : .ppt (versions supérieures à Microsoft Office 95), .pptx, .pptm, .pps, .ppsx, .ppsm, .pot, .potx, .potm, .odp
- Dessins : .wmf
- Documents OCR : .jpg, .gif, .png, .pdf

Google ne prend pas en charge les propriétés de fichier/document (métadonnées) qui sont visibles dans Windows Explorer et d'autres applications Microsoft. En cas de conversion d'un document Google, les propriétés de fichier/document ne seront pas définies.

## Logos.tab

Premier logo Spreadsheets.
Premier logo Documents.
Ancien logo.
Logo actuel

## Compatibilité avec la législation européenne et protection des données
En Union européenne, et en particulier en France, le Ministère de l'éducation nationale indique que les informations hébergées par Google dans un Google doc ne présentent pas les garanties demandées par le Règlement général sur la protection des données européen et la CNIL et demande d'« arrêter tout déploiement ou extension » des outils de Google sans attendre.
En particulier du fait que ce service n'est pas exclusivement soumis au droit européen, qu'il peut héberger des données hors de l'Union européenne, et les transférer aux États-Unis. Le Ministère de l'éducation nationale français a ainsi rappelé dans une réponse à une question parlementaire de Philippe Latombe que la suite collaborative Google Éducation n'était pas adéquate, s'appuyant sur l'arrêt « Schrems II » de la Cour de justice de l'Union européenne, les recommandations de la CNIL à l'intention des établissements d'enseignement supérieur en France, ainsi que la circulaire du Premier ministre n°6282-SG relative à la doctrine d'utilisation de l'informatique en nuage par l'État et la note interministérielle du directeur interministériel du numérique du 15 septembre 2021 qui y fait référence.
En juillet 2022, à la suite d'une déclaration de compromission dans la sécurité des données en 2020 par la ville de Helsingør, l'autorité de protection des données du Danemark Datatilsynet déclare que l'usage dans les écoles danoises des Chromebooks et de Google Workspace —incluant Gmail, Google Docs, Calendar and Google Drive— est non conforme au Règlement général sur la protection des données européen (RGPD).